# إيف غويو
إيف غويو (بالفرنسية: Yves Guyot) (و. 1843 – 1928 م) هو عالم اقتصاد، وصحفي، وسياسي، من فرنسا، ولد في دينان، توفي في باريس، عن عمر يناهز 85 عاماً.

## مناصب
تولى منصب نائب فرنسي.

## جوائز
حصل على جوائز منها:
- ميدالية جاي.